# Нестерово (Бердюзький район)
Не́стерово (рос. Нестерово) — село у складі Бердюзького району Тюменської області, Росія.
Населення — 91 особа (2010, 139 у 2002).
Національний склад станом на 2002 рік:
- росіяни — 100 %